# Okres Tiszavasvári
Okres Tiszavasvári (maďarsky Tiszavasvári járás) je jedním ze třinácti okresů maďarské župy Szabolcs-Szatmár-Bereg. Jeho centrem je město Tiszavasvári.

## Sídla
V okrese se nachází celkem 6 měst a obcí.
|   | Jméno obce   | Typ obce     | Obyvatelů | Rozloha v km2 |
| - | ------------ | ------------ | --------- | ------------- |
| 1 | Tiszavasvári | okres. město | 12 964    | 128,53        |
| 2 | Tiszalök     | město        | 5 485     | 58,72         |
| 3 | Tiszadob     | městys       | 2 929     | 82,61         |
| 4 | Szorgalmatos | vesnice      | 1 039     | 8,44          |
| 5 | Tiszadada    | vesnice      | 2 317     | 48,75         |
| 6 | Tiszaeszlár  | vesnice      | 2 572     | 54,56         |